# Заводь (Шарьинский район)
Заводь — деревня в составе Зебляковского сельского поселения Шарьинского района Костромской области России.
До 1 марта 2021 года относилась к упразднённому Заболотскому сельскому поселению.

## География
Расположена на берегу реки Большая Якшанга.

## История
Согласно Спискам населенных мест Российской империи в 1872 году деревня относилась к 2 стану Ветлужского уезда Костромской губернии. В ней числилось 8 дворов, проживали 39 мужчин и 40 женщин.
Согласно переписи населения 1897 года в деревне проживало 108 человек (47 мужчин и 61 женщина).
Согласно Списку населенных мест Костромской губернии в 1907 году деревня относилась к Гагаринской волости Ветлужского уезда Костромской губернии. По сведениям волостного правления за 1907 год в деревне числилось 20 крестьянских дворов и 113 жителей. В деревне имелась водяная мельница. Основным занятием жителей деревни был лесной промысел.

## Население
| 2008 | 2010 | 2014 |
| ---- | ---- | ---- |
| 4    | ↘0   | ↗4   |